# رونالد فيليب تاناكا
رونالد فيليب تاناكا (بالإنجليزية: Ronald Phillip Tanaka)‏ هو شاعر أمريكي، ولد في 1944، وتوفي في 2007.